# 皮兰火山口

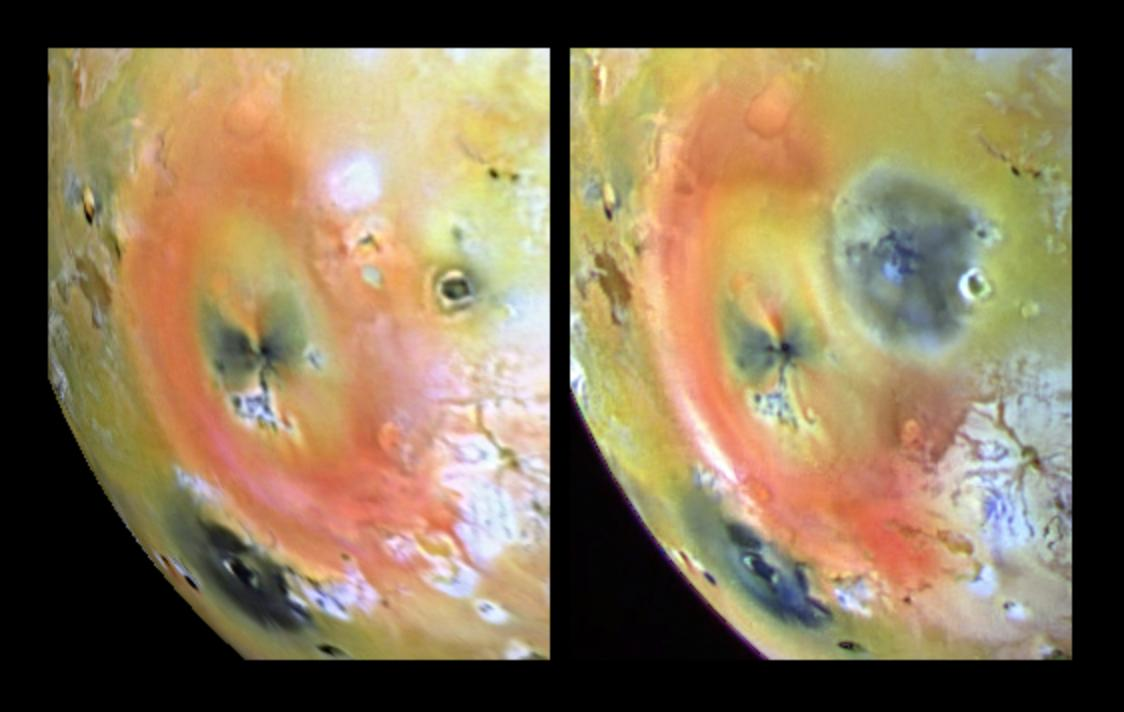
两幅“伽利略号探测器拍摄的照片，显示了1997年皮兰火山口大喷发后的地表变化。

皮兰火山口（英語：Pillan Patera）是一座火山口或边缘呈扇贝状结构的不规则火山坑，位于木星的卫星木卫一上南纬12.34度、西经243.25度处，南面和西侧坐落着皮兰和雷电火山口，它的名称取自马普切人神话中雷、火及火山神之名，1997年被国际天文学联合会批准接受。
皮兰火山口直径约70公里，1997年夏，它爆发了一次现被定义为“皮兰型喷发"的喷发事件。当时温度超过摄氏1600° （华氏2912°），高达140公里的热柱喷发出的富含辉石的黑色火山碎屑沉积物，覆盖面积超过125000 公里2。接下来，黑色流状物在破火山口北面漫溢了3100多公里2。部分喷发的高温持续了52～167天，从1997年5月到9月，其中在1997年6月28日左右喷发温度达到顶点。
1997年的喷发是有史以来最大的溢流式喷发，在100天的时间里，至少有31 公里3的熔岩被喷发出来，在此之后不久又喷发出了25 公里3的熔岩。此次喷发揭示了数百万年前曾在火星和地球上存在过的极其巨大的熔岩流量，最高流量超过每秒1万立方米。
此次喷发产生了一圈直径400公里，大而暗的沉积覆盖层，它环绕着皮兰火山口，部分覆盖了佩莱火山喷流留下的鲜红沉积环。自喷发以来，皮兰喷柱的沉积物已褪色，覆盖着来自佩莱火山和皮兰火山口东侧一座小火山—神鸣火山口的喷发物。